# العلاقات الألبانية البيروية
العلاقات الألبانية البيروفية هي العلاقات الثنائية التي تجمع بين ألبانيا وبيرو.

## مقارنة بين البلدين
هذه مقارنة عامة ومرجعية للدولتين:
| وجه المقارنة                                              | ألبانيا                                                    | بيرو                                   |
| --------------------------------------------------------- | ---------------------------------------------------------- | -------------------------------------- |
| المساحة (كم2)                                             | 28.75 ألف                                                  | 1.29 مليون                             |
| عدد السكان (نسمة)                                         | 3.02 مليون                                                 | 32.16 مليون                            |
| الكثافة السكانية (ن./كم²)                                 | 105.04                                                     | 24.93                                  |
| العاصمة                                                   | تيرانا                                                     | ليما                                   |
| اللغة الرسمية                                             | اللغة الألبانية                                            | اللغة الإسبانية، اللغة الأيمرية، كتشوا |
| العملة                                                    | ليك ألباني                                                 | سول بيروفي جديد                        |
| الناتج المحلي الإجمالي (بليون دولار)                      | 13.04 مليار                                                | 211.39 مليار                           |
| الناتج المحلي الإجمالي (تعادل القوة الشرائية) بليون دولار | 33.17 مليار                                                | 393.13 مليار                           |
| الناتج المحلي الإجمالي الاسمي للفرد دولار أمريكي          | 3.94 ألف                                                   | 6.03 ألف                               |
| الناتج المحلي الإجمالي للفرد دولار أمريكي                 | 11.11 ألف                                                  | 11.99 ألف                              |
| مؤشر التنمية البشرية                                      | 0.764                                                      | 0.740                                  |
| رمز المكالمات الدولي                                      | +355                                                       | +51                                    |
| رمز الإنترنت                                              | .al                                                        | .pe                                    |
| المنطقة الزمنية                                           | توقيت وسط أوروبا، ت ع م+01:00، ت ع م+02:00، أوروبا/تيرانا ‏ | توقيت بيرو، 00                         |

## منظمات دولية مشتركة
يشترك البلدان في عضوية مجموعة من المنظمات الدولية، منها:
| علم المنظمة | اسم المنظمة                               | تاريخ انضمام ألبانيا | تاريخ انضمام بيرو |
| ----------- | ----------------------------------------- | -------------------- | ----------------- |
|             | الاتحاد البريدي العالمي                   | ?                    | ?                 |
|             | مؤسسة التنمية الدولية                     | 15 أكتوبر 1991       | 30 أغسطس 1961     |
|             | منظمة حظر الأسلحة الكيميائية              | ?                    | ?                 |
|             | منظمة التجارة العالمية                    | ?                    | ?                 |
|             | الأمم المتحدة                             | 14 ديسمبر 1955       | 31 أكتوبر 1945    |
|             | وكالة ضمان الاستثمار متعدد الأطراف        | 15 أكتوبر 1991       | 2 ديسمبر 1991     |
|             | منظمة الشرطة الجنائية الدولية             | ?                    | ?                 |
|             | مؤسسة التمويل الدولية                     | 15 أكتوبر 1991       | 20 يوليو 1956     |
|             | الاتحاد الدولي للاتصالات                  | 2 يونيو 1922         | 12 يوليو 1915     |
|             | البنك الدولي للإنشاء والتعمير             | 15 أكتوبر 1991       | 31 ديسمبر 1945    |
|             | المركز الدولي لتسوية المنازعات الاستشارية | 14 نوفمبر 1991       | 8 سبتمبر 1993     |
|             | يونسكو                                    | 16 أكتوبر 1958       | 21 نوفمبر 1946    |

## وصلات خارجية
- موقع وزارة الخارجية الألبانية